# اما پنه‌یا
اِما پنه‌یا (اسپانیایی: Emma Penella‎؛‏۲ مارس ۱۹۳۱ – ۲۷ اوت ۲۰۰۷) بازیگر اهل اسپانیا بود.
از فیلم‌ها یا برنامه‌های تلویزیونی که وی در آن نقش داشته است، می‌توان به گروگان‌هایی در باریو، دردسر قریب‌الوقوع، جلاد، عشق، افسونگر و کمدین‌ها اشاره کرد.